# 41
Aquesta pàgina és per a l'any. Per al nombre, vegeu quaranta-u.

## Esdeveniments

### Llocs

#### Imperi romà
- 24 de gener - Claudi succeeix a Calígula com a emperador de Roma després del seu assassinat.
- Gai Senti Saturní I i Calígula són cònsols.
- Claudi fa a Herodes I Agripa rei de Judea.
- Claudi restaura la llibertat religiosa als jueus a tot l'imperi, però els prohibeix el proselitisme a Roma.

#### Àsia
- L'emperador Liu Xiu de la dinastia Han, substitueix la seva esposa Guo Shentong per la seva consort Yin Lihua com a emperadriu.

### Temàtiques

#### Religió
- Els deixebles de Jesús després de la diàspora, sobretot en Damasc i Antioquia, són anomenats per primera vegada com a cristians

## Naixements
- Marc Valeri Marcial, poeta llatí. (data probable)
- 12 de febrer - Claudi Tiberi Germànic, fill de Claudi i Valèria Messal·lina.

## Necrològiques
- 24 de gener - Calígula, emperador de Roma. (Assassinat)
- 24 de gener - Julia Drusil, filla de Calígula.